# André Leduc
André Leduc (* 27. November 1949 in Verdun, Québec) ist ein kanadischer Animator und Filmregisseur.

## Leben
Leduc studierte in den 1960er-Jahren an der École des arts appliqués und begann zu dieser Zeit, erste 8-mm-Filme zu drehen. Sein während der Studienzeit entstandener Kurzfilm Oasis wurde auf dem dritten Canadian Student Film Festival mit dem Hauptpreis ausgezeichnet. Nach Ende seines Studiums kam Leduc 1972 zum National Film Board of Canada (NFB), wo er als Regisseur, Drehbuchautor und Animator tätig war. Sein mit Bernard Longpré geschaffener und von René Jodoin produzierter Kurzanimationsfilm Monsieur Pointu erhielt 1976 eine Oscarnominierung als Bester animierter Kurzfilm. L'affaire Bronswik lief in Cannes 1978 im Wettbewerb um die Goldene Palme für den Besten Kurzfilm. Zwei weitere Nominierungen für eine Goldene Palme erhielt Leduc für Zea (1981) und Jours de plaine (1990, mit Réal Bérard).
Leduc war auch für die Canadian Broadcasting Corporation als Animator tätig, leitete Animationsworkshops und war von 1977 bis 1982 Koordinator des Animationsprogramms der Concordia University in Montreal. Von 1983 bis 1995 lehrte er als Dozent für Animation an der Université du Québec in Montreal.

## Filmografie (Auswahl)
- 1971: Oasis
- 1972: Tout écartillé
- 1973: La bague du tout nu
- 1975: Chérie, ôte tes raquettes
- 1976: Monsieur Pointu
- 1978: L’affaire Bronswik
- 1979: Instant French
- 1981: Zea
- 1983: La complainte de Sainte-Catherine
- 1984: Amuse-gueule (nur Animation)
- 1985: La solution
- 1990: Jours de plaine
- 1995: Taa Tam
- 1999: La gaucherie (Dokumentation)
- 2001: Viva la Frida! (TV-Dokumentation)
- 2003: Citoyen JEF (Dokumentation)

## Auszeichnungen
- 1976: Oscarnominierung, Bester animierter Kurzfilm, für Monsieur Pointu
- 1978: Nominierung Goldene Palme – Bester Kurzfilm, Cannes 1978, für L’affaire Bronswik
- 1981: Nominierung Goldene Palme – Bester Kurzfilm, Cannes 1981, für Zea
- 1981: Jurypreis für den Besten Kurzfilm, Cannes 1981, für Zea[2]
- 1982: Genie Award, Bester Kurzfilm, für Zea
- 1990: Nominierung Goldene Palme – Bester Kurzfilm, Cannes 1990, für Jours de plaine